# Timonius solomonensis
Timonius solomonensis är en måreväxtart som beskrevs av Elmer Drew Merrill och Lily May Perry. Timonius solomonensis ingår i släktet Timonius och familjen måreväxter. Inga underarter finns listade i Catalogue of Life.